# Mandat de protection
Le mandat de protection (autrefois appelé mandat en cas d'inaptitude)   est, au Québec, un document dans lequel une personne, le mandant, désigne une autre personne, le mandataire, pour administrer ses biens et/ou s'occuper de sa personne dans l'éventualité où cette personne était déclarée mentalement inapte par un tribunal.

## Caractéristiques
Le mandat en cas d'inaptitude, après son homologation, confère généralement un mandat de pleine administration au mandataire en ce qui concerne les biens du mandant. Il sera ainsi permis au mandataire de procéder à tout acte d'administration, de conservation et d'aliénation des biens du mandant, sans avoir à obtenir quelque autorisation que ce soit du tribunal ou de toute autre personne.
Le mandat de protection prévoit également la possibilité pour le mandant de nommer une personne, pouvant être la même personne que celle nommée pour administrer ses biens, pour s'occuper de sa personne, consentir aux soins médicaux, traitements et opérations requis par l'état de cette personne, voir à ses soins personnels, son alimentation et son hébergement.
Dans l'éventualité ou le mandataire nommé ne pouvait plus exécuter sa tâche pour une raison ou une autre, le mandat en cas d'inaptitude prévoit normalement la nomination de remplaçant, avec les mêmes pouvoirs que le premier mandataire.
Le degré d'inaptitude cognitive requis pour pouvoir homologuer un mandat en cas d'inaptitude est l'inaptitude totale, mais il semblerait que l'homologation puisse aussi s'appliquer en cas d'inaptitude partielle, si cela avait été prévu explicitement dans le mandat.
Le mandat de protection peut être constitué sous deux formes: par acte sous seing privé requérant la signature de deux témoins et par acte notarié en minute.
Il est à noter que depuis sa création, en 1989, le mandat en cas d'inaptitude fait l'objet d'un débat quant à sa véritable nature juridique : on se demande s'il s'agit d'un contrat ou d'un régime de protection.

## Comparaison internationale
Il peut être comparé au mandat de protection future français créé par la loi n°2007-308 du 5 mars 2007.